# Samuel Heer
Pour les articles homonymes, voir Heer.
Samuel Heer, (dit aussi Heer-Tschudi pour le distinguer de son demi-frère Jacques Heer-Tobler), est un pionnier de la photographie en Suisse, né le 12 septembre 1811 à Matt et mort le 27 avril 1889 à Lausanne. 

## Biographie
Samuel Heer est l'un des trois fils du pasteur Jacob Heer (1784-1864), pasteur glaronais[Quoi ?] qui a voué sa vie à la pédagogie[réf. souhaitée]. Samuel Heer s'établit à Lausanne en octobre 1837 et ses deux frères et sa sœur viendront eux aussi s'y installer. Heer épouse en 1837 Agatha Augusta Elisabeth Tschudi, fille d'un chaudronnier, et exploite à la rue du Pont à Lausanne un atelier de ferblantier-lampiste. Dès 1840, il travaille avec Frédéric Martens et Marc Secretan à la construction d'appareils photographiques et à la fabrication de plaques pour daguerréotypes. Il devient même l'un des principaux fabricants de plaques photosensibles en Suisse[réf. souhaitée]. Un contemporain[Qui ?] donne un témoignage de ses travaux : « Les lampes de M. Heer, ses réchauds, ses garnitures diverses, ses peintures et ses vernis sur fer-blanc, ses jolis paysages enfin, réunissent le fini du travail à une parfaite intelligence de l'utile […]. M. Heer fait des lampes à pression d'air. Ses fourneaux économiques en tôle sont une industrie nouvelle. […] Dans ces dernières années, il a ajouté à ses travaux un art nouveau, celui du daguerréotype. ».
Progressivement, Samuel Heer abandonne son commerce de ferblanterie-lampisterie à son demi-frère Jacques Heer-Tobler, avec lequel il travaille depuis 1842. Entre 1846 et juillet 1848, il vit à Paris, où il approfondit sa formation de photographe, notamment auprès de Noël Paymal Lerebours. Rentré à Lausanne en 1848, il y  ouvre son propre studio photographique et acquiert une certaine réputation[réf. souhaitée] pour ses portraits. La photographie lui apporte même une certaine fortune[réf. souhaitée] ; il acquiert en 1851 une maison de famille à la rue Saint-François 20, où il a son appartement, son atelier et son magasin ; en 1857, il hérite de la maison de son beau-père, presque voisine, puis dès 1865, se fait construire une maison dans le quartier chic de Mornex.